# کپین
کپین، روستایی است از توابع بخش مرکزی شهرستان آمل در استان مازندران ایران.

## جمعیت
این روستا در دهستان بالاخیابان لیتکوه قرار داشته و براساس آخرین سرشماری مرکز آمار ایران که در سال ۱۳۹۰صورت گرفته، جمعیت آن ۳۵۰ نفر (۷۰ خانوار) بوده‌است.